# Australie-États-Unis en rugby à XV
Cet article retrace les confrontations entre l'Équipe d'Australie de rugby à XV et l'Équipe des États-Unis de rugby à XV. Les deux équipes se sont affrontées à sept reprises dont trois fois en Coupe du monde. Les Australiens ont remporté toutes les rencontres.

## Les confrontations
Voici l'intégralité des confrontations entre ces deux équipes :
| No | Date              | Lieu                                          | Match                  | Score   | Compétition              |
| -- | ----------------- | --------------------------------------------- | ---------------------- | ------- | ------------------------ |
| 1  | 16 novembre 1912  | États-Unis                                    | États-Unis – Australie | 8 – 12  | test match               |
| 2  | 31 janvier 1976   | États-Unis                                    | États-Unis – Australie | 12 – 24 | test match               |
| 3  | 9 juillet 1983    | Australie                                     | Australie – États-Unis | 49 – 3  | test match               |
| 4  | 31 mai 1987       | Ballymore Stadium, Brisbane, Australie        | Australie – États-Unis | 47 – 12 | Coupe du monde (poule A) |
| 5  | 8 juillet 1990    | Australie                                     | Australie – États-Unis | 67 – 9  | test match               |
| 6  | 14 octobre 1999   | Thomond Park, Limerick, Irlande               | Australie – États-Unis | 55 – 19 | Coupe du monde (poule E) |
| 7  | 23 septembre 2011 | Westpac Stadium, Wellington, Nouvelle-Zélande | Australie – États-Unis | 67 – 5  | Coupe du monde (poule C) |